# Коронник блідий
Коронник блідий (Myiothlypis fulvicauda) — вид горобцеподібних птахів родини піснярових (Parulidae). Мешкає в Центральній та Південній Америці. Його спочатку відносили до роду Basileuterus, а згодом до роду Коронник (Basileuterus), однак за результатами молекулярно-філогенетичного дослідження блідий коронник і низка інших видів були переведені до відновленого роду Myiothlypis Утворює надвид з річковим коронником. Виділяють низку підвидів.

## Опис

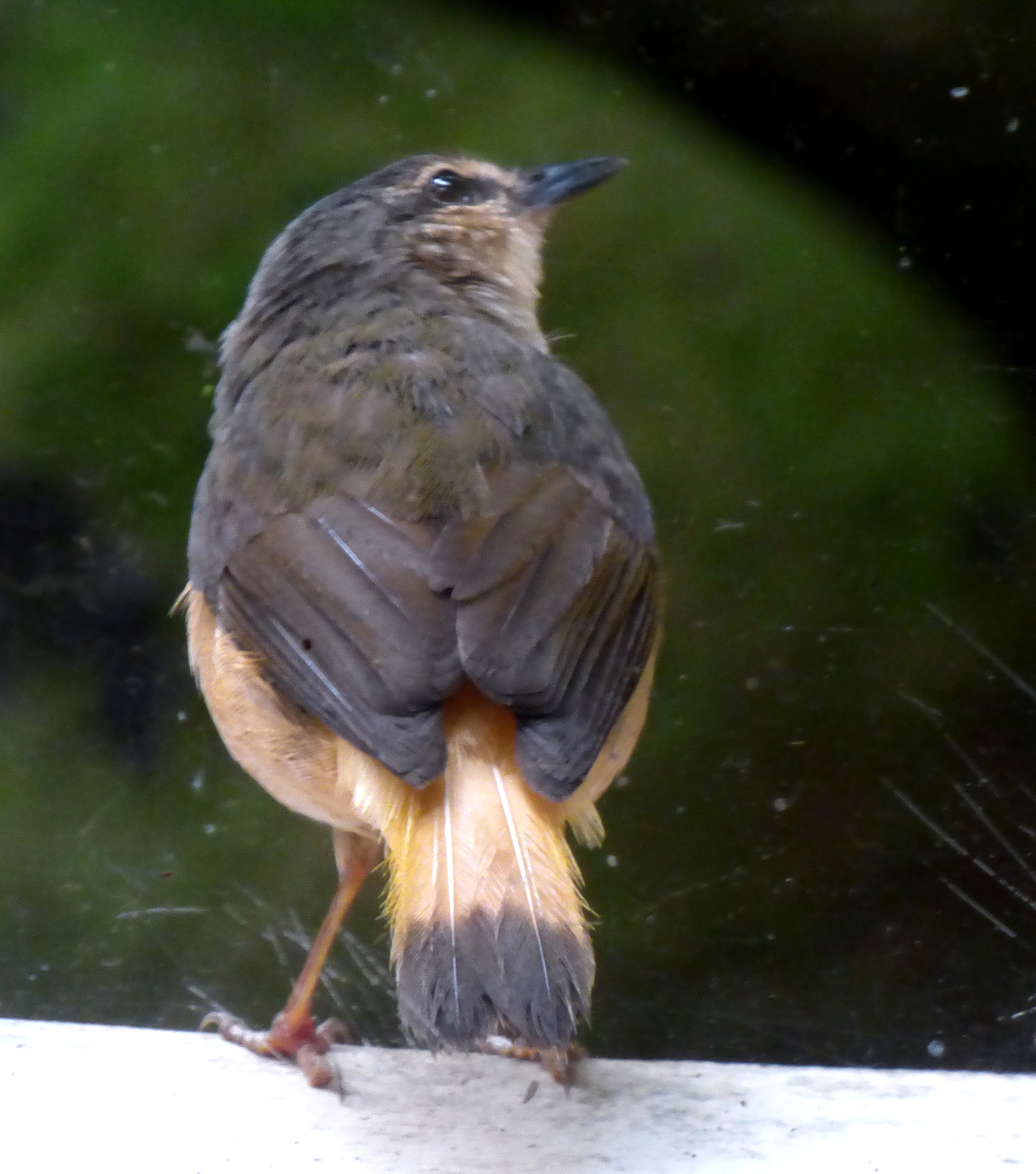
Блідий коронник зі спини

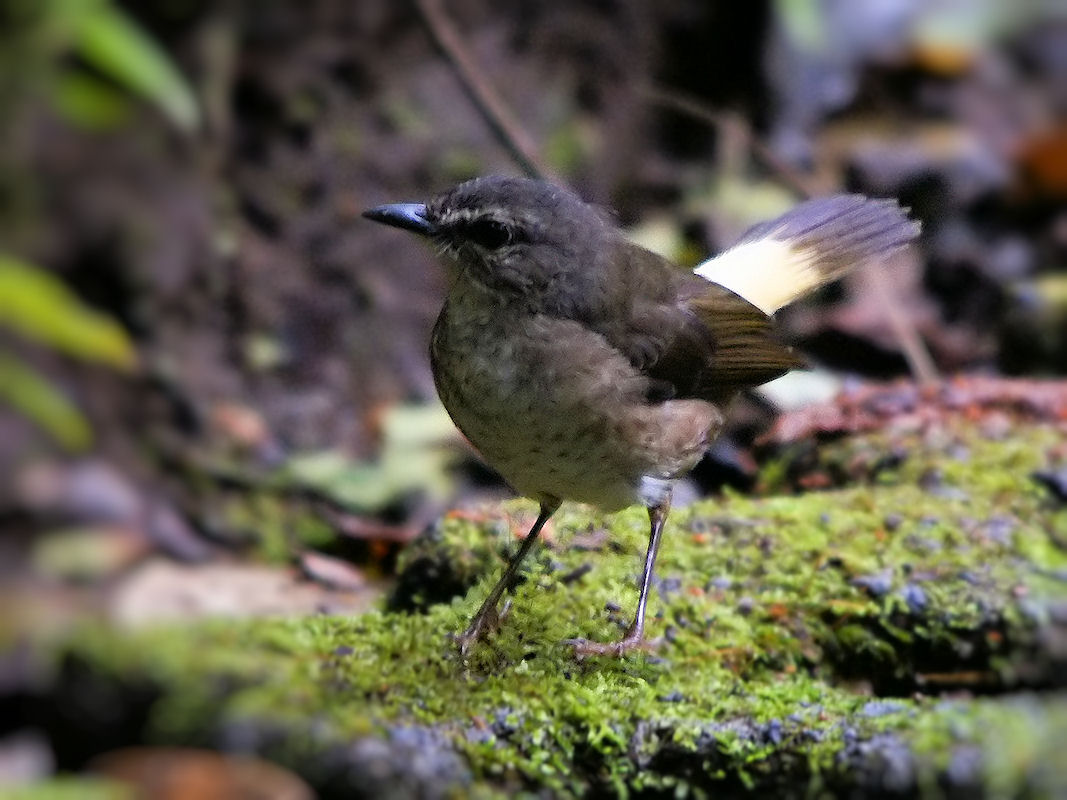
Молодий блідий коронник

Довжина птаха становить 13,5 см, вага 14,5 г. Довжина крила самця становить 5,7-6,7 см, довжина крила самиці 5,6-6,6 см. У представників номінативного підвиду тім'я темно-сіре, над очима жовтувато-коричневі "брови". Голова сіра, верхня частина тіла темно-сіро-оливкова. Прикметною особливістю птаха є жовтувато-коричневий колір основи хвоста і нижньої частини спини; кінець хвоста оливково-коричневий. Крила темно-коричневі. Горло білувате, груди жовто-коричневі, живіт блідо-жовто-коричневий. Гузка яскраво-жовто-коричнева. Дзьоб чорний, лапи жовтуваті. 
У молодих птахів голова верхня частина тіла темно-коричневі. Крила темно-оливкові. Основа хвоста світло-жовто-коричнева. Горло і груди темно-коричневі. поцятковані оливковими плямками, живіт і гузка блідо-жовто-коричневі.

## Підвиди
Виділяють шість підвидів:
- M. f. leucopygia (Sclater, PL & Salvin, 1873) — Гондурас, Нікарагуа, Коста-Рика, західна Панама;
- M. f. veraguensis (Sharpe, 1885) — південно-західна Коста-Рика, центральна Панама;
- M. f. semicervina (Sclater, PL, 1860) — східна Панама, Колумбія, Еквадор, Перу;
- M. f. motacilla (Miller, AH, 1952) — долина річки Магдалени (північна Колумбія);
- M. f. fulvicauda (Spix, 1825) — західна Амазонія;
- M. f. significans (Zimmer, JT, 1949) — південно-східне Перу, північно-західна Болівія.

## Екологія і поведінка
Блідий коронник живе у вологих тропічних рівнинних лісах, поблизу води, на висоті до 1000 м над рівнем моря. Харчується комахами, павуками і іншими безхребетними, яких шукає на відкритих ділянках на берегах струмків пабо на стежках. Ловить їх на землі або в польоті. Гніздо куполоподібне з бічним входом, розміщується на березі струмка. В кладці 2 білих яйця. Інкубаційний період триває 16-17 днів. Пташенята покриваються пір'ям на 13-14 день.